# سمانه نوروز مرادی
سمانه نوروز مرادی («زئوس») دانش‌آموختهٔ تئاتر، مشروطه‌خواه و یکی از زندانیان عقیدتی و سیاسی است.

## زندگی
سمانه نوروز مرادی با نام کاربری «زئوس»، زادهٔ ۹ آبان ۱۳۶۵ بوده و فوق‌لیسانس رشته کارگردانی تئاتر، مشروطه‌خواه (فعالیت در حزب مشروطه ایران) و زندانی سیاسی و عقیدتی و تبعیدی است.

## بازداشت‌ها
سمانه نوروز مرادی در نیمه دوم ماه شهریور ۱۳۹۷ از سوی یکی از مراکز امنیتی سپاه یعنی قرارگاه ثارالله سپاه پاسداران انقلاب اسلامی بازداشت شد و بیش از دو هفته در یکی از خانه‌های امن سپاه، بازجویی شد. او بار دیگر در ۴ اردیبهشت ۱۳۹۸ بازداشت شده و به زندان اوین تهران منتقل شد.

### انتقال مخفیانه
سمانه مدتی بعد، در حالی که مادر و برخی دوستانش پیگیر جلب رضایت مقامات قضایی برای انتقالش به بیمارستان بودند، توسط حکومت به‌طور مخفیانه و بدون داروها و لباس‌هایش از بند زنان زندان اوین به زندان لاکان رشت منتقل شد. به گزارش ارگان خبری مجموعه فعالان حقوق بشر در ایران (هرانا) او از ۳۰ مهر ۱۳۹۹ از بند زنان زندان اوین به زندان رودسر منتقل شد.

## اتهام‌ها و محکومیت‌ها
سمانه نوروز مرادی در شعبه ۲۶ دادگاه انقلاب تهران به ریاست ایمان افشاری به اتهاماتی همچون: ادمین بودن در کانال تلگرامی «کمپین بازگشت شاهزاده رضا پهلوی»، شعارنویسی، پخش اعلامیه، شرکت در تجمعات اعتراضی، فعالیت تبلیغی بر ضد نظام، توهین به رهبران جمهوری اسلامی (خمینی و خامنه‌ای)، حمایت از گروه‌های مخالف حکومت در شبکه‌های اجتماعی، به ۸ سال حبس تعزیری محکوم شد که این حکم در دادگاه تجدید نظر، به ۳ سال و ۹ ماه حبس کاهش یافت. او در ۲۲ تیر ۱۳۹۹ خورشیدی نیز به دلیل انتشار یک ویدیویی انتقادی یک دقیقه‌ای در سپاسگزاری از مردم و همسر رضا پهلوی (یاسمین پهلوی به دلیل یاد کردن از زندانی شدن سمانه در صفحه اینترنتی‌اش) و گفتن شعار «جاوید شاه، پاینده ایران» - که تبلیغ بر ضد جمهوری اسلامی تلقی شده - به حکم قاضی‌ای به نام ماشاءالله احمدزاده به ۱۵ ماه حبس تعزیری محکوم شد که بنا بر جمع دو حکم، ۵ سال باید در زندان بماند.

### بازداشت دوباره
سمانه نوروز مرادی در ۴ اردیبهشت ۱۴۰۲، به دست نیروهای امنیتی در خانه‌اش در تهران بازداشت شده و به مکان نامعلومی منتقل شد.

## نقض حقوق انسانی در دوره زندان

### جلوگیری از دارو و جراحی
بنا به گزارش «کمپین حقوق بشر ایران»، سمانه نوروز مرادی به چند بیماری، همچون: عفونت ران، زخم زانو (بر اثر دیابت)، پوکی استخوان، عفونت پوستی، خون‌ریزی چشمی، کیستِ تخمدان، کبد چرب، زخم معده، لوپوس منتشر مفصلی (نوعی بیماری خودایمنی مزمن) دیابت (در سطح نیاز به تزریق انسولین)، سنگ کلیه، ورم روده و مخصوصاً ماستیت گرانولوماتوز و سرطان پیشرفتهٔ سینه مبتلاست و نیاز به عمل جراحی دارد؛ ولی مقامات زندان با درخواست مرخصی استعلاجی‌اش (با وجود نامه پزشکی قانونی) و دسترسی به داروهای حیاتی‌اش و نیز فرستاده شدنش به مراکز درمانی خودداری می‌کنند؛ در حالی که چند پزشک، تأیید کرده‌اند که وی توان تحمل کیفر را ندارد و به دلیل بیماری لوپوس (منتشر)، دیابت (شدید) و سرطان پستان… باید در بیمارستان بستری شود.

### داروهای نامناسب
به دلیل تجویز داروهای خودسرانه از طرف مقامات زندان برای سمانه نوروز مرادی، وی به بیماری‌های دیابت، کیست مویی، خون‌ریزی چشمی، کیست تخمدان، سنگ کلیه، ورم روده و زخم معده مبتلا شده‌است.

### تهدید جانی
بنا به گزارش بعضی از منابع و نیز به گفتهٔ وکیل سمانه نوروز مرادی یعنی بابک پاک‌نیا در ۱۰ فروردین ۱۴۰۰، جان سمانه به دلیل جلوگیری مسئولان زندان از درمانش در خطر است.

### محرومیت از دیدار والدین و حضور در مراسم درگذشت پدر
پدر سمانه نوروز مرادی در سال ۱۳۹۸ درگذشت؛ اما مقامات زندان، به او اجازه حضور در مراسم خاک‌سپاری پدرش را ندادند و همین باعث تحمیل فشار روانی بیشتری به او شد (بیهوش شد)؛ همچنین وی از زمان انتقالش به زندان تا موقع درگذشت پدرش، از ملاقات با پدر و مادرش محروم نیز بوده‌است.

## تحریم انتخابات
سمانه نوروز مرادی به‌همراه ۱۱ زن زندانی عقیدتی و سیاسی دیگر، یعنی یاسمن آریانی، ندا آشتیانی، راحله احمدی، مریم اکبری منفرد، لیلا حسین‌زاده، سهیلا حجاب، آتنا دائمی، سپیده فرهان، منیره عرب‌شاهی، صبا کرد افشاری و ندا ناجی در ۲۸ بهمن ۱۳۹۸ و در بیانیه‌ای، ضمن گرامیداشت یاد ۱۵۰۰ کشتهٔ اعتراضات آبان ۱۳۹۸ ایران، انتخابات جمهوری اسلامی را تحریم کردند.

## اعتراض حامیان
برخی از فعالان مدنی همچون: منیره عرب‌شاهی و نرگس محمدی در اعتراض به ممانعت حکومت جمهوری اسلامی از درمان بیماری‌های بدخیم سمانه نوروز مرادی، نامه سرگشاده منتشر کردند.

## اشتباه اسمی
در بعضی منابع، نام سمانه نوروز مرادی به اشتباه، سمانه نوروزی یا سمانه نوروزی مرادی نوشته شده‌است.